# Uromys vika

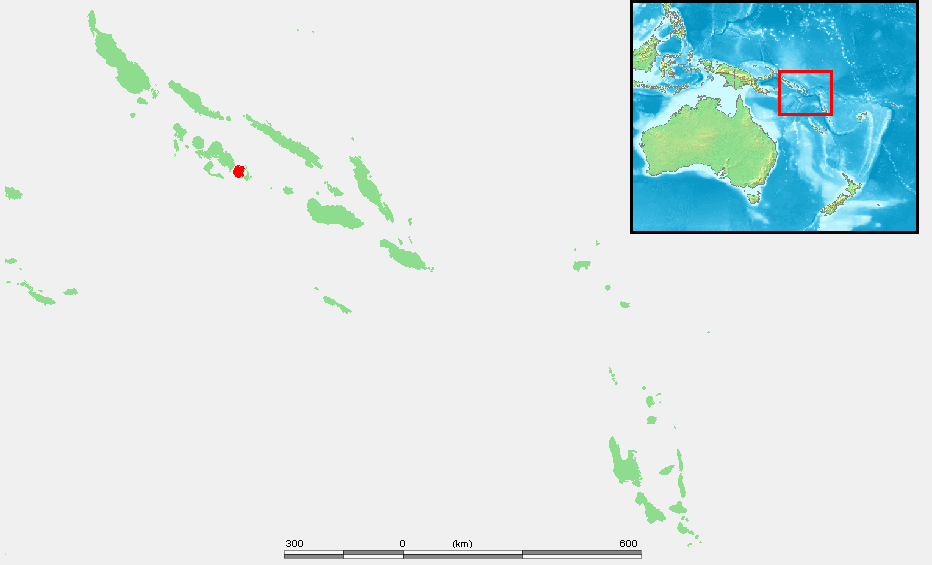
Крыса Uromys vika обнаружена на острове Вангуну в архипелаге Соломоновы острова

Uromys vika  (лат.) — вид гигантских древесных крыс из рода Uromys семейства Мышиные (Muridae). Остров Вангуну (Соломоновы острова). Известный аборигенам и ранее как мифическое животное «вика», этот грызун имеет длину до 46 см. Анализ ДНК показал, что «вика» действительно новый вид, чьим ближайшим родственником являются гигантские серебристые крысы с острова Гуадалканал.

## Распространение
Океания. Остров Вангуну в архипелаге Соломоновы острова к северо-востоку от Австралии (8°43′14.16″S 157°55′34.44″E) на высоте 145 м над уровнем моря. Возможно, также обнаружение на соседних островах (New Georgia, Kolombangara, и Gatokae).

## Описание
Древесный вид крыс. Обнаружены на срубленных деревьях (Dillenia salomonensis) имеют длину до 46 см  и весят от 0,5 до 1,0 кг. Основная окраска оранжево-коричневая. Питаются орехами, в том числе, такими как Канариум и кокосовыми орехами, и возможно фруктами. Вид предположительно будет признан в статуе CR, или Виды на грани исчезновения, из-за малого количества подходящих лесных биотопов (около 80 км2), которые подвергаются вырубке.

## Систематика и этимология
О существовании этого вида гигантских крыс было известно и ранее по рассказам от местных жителей. Тем не менее этих грызунов считали мифическими существами. Вид был впервые описан в 2017 году после нескольких лет безуспешных поисков зоологами Тайроном  Лэйвери (Tyrone H. Lavery; Филдовский музей естественной истории, Чикаго, США) и Хикуна Юджем (Hikuna Judge; Zaira Resource Management Area, Zaira Village, Вангуну, Западная провинция, Соломоновы острова). Голотип был пойман живым местными лесниками, но к специалистам-зоологам он попал уже полуразложившимся, хотя и достаточным для анализа строения скелета и ДНК. С учётом полученных данных вид включён в подрод Cyromys в составе рода Чешуехвостые крысы (Uromys). Uromys vika можно отличить от других близких меланезийских видов подрода Cyromys (U. imperator, U. neobritannicus, U. porculus и U. rex) верхнечелюстным рядом зубов и фораминой, которые чрезвычайно короткие относительно длины черепа и скуловых пластинок. Видовое название vika основано на местном названии «вика», используемом аборигенами для этой крупной крысы на языке Vangunu.